# Selezioni giovanili della nazionale femminile di pallacanestro della Serbia e del Montenegro
Le selezioni giovanili della nazionale di pallacanestro femminile della Serbia e del Montenegro, conosciute anche come selezioni giovanili della nazionale di pallacanestro femminile della Repubblica Federale di Jugoslavia sono state gestite dalla Federazione cestistica di Serbia e Montenegro e partecipavano ai tornei cestistici internazionali femminili per squadre nazionali, limitatamente a specifiche classi d'età.

## Under-20
Rappresentava le migliori giocatrici di nazionalità serbo-montenegrina di età non superiore ai 20 anni. Partecipava a tutte le manifestazioni internazionali giovanili di pallacanestro per nazioni gestite dalla FIBA.
Nel corso degli anni questa selezione ha subito alcuni cambiamenti nel nome, dovuti agli adeguamenti nelle normative della FIBA in fatto di classificazione delle categorie giovanili.

### Partecipazioni
Ha sempre disputato gli Europei di Division B.

## Under-19
Rappresentava le migliori giocatrici di nazionalità serbo-montenegrina di età non superiore ai 19 anni. Partecipava a tutte le manifestazioni internazionali giovanili di pallacanestro per nazioni gestite dalla FIBA.

### Partecipazioni
- 2005 -  2°

 Serbia e Montenegro under 19 - Campionato mondiale femminile di pallacanestro Under-19 20054 Radočaj, 5 Butulija, 6 Cerina, 7 Prčić, 8 Miljković, 9 Mitov, 10 Knežević, 11 Dubljević, 12 Prčić, 13 Ilić, 14 Stjepanović, 15 Musović,        All. Željko Vukićević

## Under-18
Rappresentava i migliori giocatori di nazionalità serbo-montenegrina di età non superiore ai 18 anni. Partecipava a tutte le manifestazioni internazionali giovanili di pallacanestro per nazioni gestite dalla FIBA.
Nel corso degli anni questa selezione ha subito alcuni cambiamenti nel nome, dovuti agli adeguamenti nelle normative della FIBA in fatto di classificazione delle categorie giovanili.
Agli inizi la denominazione originaria era Nazionale Cadette, in quanto la FIBA classificava le fasce di età sotto i 18 anni con la denominazione "cadette". Dal 2000, la FIBA ha modificato nuovamente il tutto, equiparando sotto la dicitura "under 18" sia denominazione che fasce di età. Da allora la selezione ha preso il nome attuale.
Nel periodo dal 1992 al 2006, ha partecipato alle competizioni internazionali come Nazionale Under-18 della Confederazione di Serbia e Montenegro, con denominazioni diverse:
- periodo 1992-2003, con il nome di "Nazionale Under-18 della Repubblica Federale di Jugoslavia"
- periodo 2003-2006, con il nome di "Nazionale Under-18 della Serbia e del Montenegro"

### Partecipazioni
FIBA EuroBasket Under-18
- 1996 - 9°
- 1998 - 5°
- 2000 - 9°

- 2004 - 4°
- 2005 -  1°
- 2006 -  2°

## Under-16
Rappresentava i migliori giocatori di nazionalità serbo-montenegrina di età non superiore ai 16 anni. Partecipa a tutte le manifestazioni internazionali giovanili di pallacanestro per nazioni gestite dalla FIBA.
Nel corso degli anni questa selezione ha subito alcuni cambiamenti nel nome, dovuti agli adeguamenti nelle normative della FIBA in fatto di classificazione delle categorie giovanili.
Agli inizi la denominazione originaria era Nazionale Allieve, in quanto la FIBA classificava le fasce di età sotto i 16 anni con la denominazione "allieve". Dal 2000, la FIBA ha modificato nuovamente il tutto, equiparando sotto la dicitura "under 16" sia denominazione che fasce di età. Da allora la selezione ha preso il nome attuale.
Nel periodo dal 1992 al 2006, ha partecipato alle competizioni internazionali come Nazionale Under-16 della Confederazione di Serbia e Montenegro, con denominazioni diverse:
- periodo 1992-2003, con il nome di "Nazionale Under-16 della Repubblica Federale di Jugoslavia"
- periodo 2003-2006, con il nome di "Nazionale Under-16 della Serbia e del Montenegro"

### Partecipazioni
FIBA EuroBasket Under-16
- 1997 - 7°
- 1999 -  2°
- 2001 - 10°
- 2003 -  1°

- 2004 -  2°
- 2005 - 8°
- 2006 - 4°